# Yuanga-zuanga
Le yuanga-zuanga est une langue kanak septentrionale, parlée par environ 2 400 locuteurs (2009) dans les communes de Kaala-Gomen, Bondé et Paimboa.
Cette langue appartient à la branche océanienne de la famille des langues austronésiennes.